# Перрос-Гирек (кантон)
Перро́с-Гире́к (фр. Perros-Guirec) — кантон во Франции, находится в регионе Бретань, департамент Кот-д’Армор. Входит в состав округа Ланьон.

## Состав кантона
В состав кантона входят коммуны (население по данным Национального института статистики за 2019 г.):
| Коммуна         | Население, чел. (2019) | Почтовый индекс | Код INSEE |
| --------------- | ---------------------- | --------------- | --------- |
| Кермарья-Сюлар  | 1 067                  | 22450           | 22090     |
| Луаннек         | 3 077                  | 22700           | 22134     |
| Перрос-Гирек    | 7 089                  | 22700           | 22168     |
| Плёмёр-Боду     | 3 857                  | 22560           | 22198     |
| Сен-Ке-Перрос   | 1 290                  | 22700           | 22324     |
| Требёрден       | 3 641                  | 22560           | 22343     |
| Треву-Трегиньек | 1 483                  | 22660           | 22379     |
| Трегастель      | 2 535                  | 22730           | 22353     |
| Трелеверн       | 1 243                  | 22660           | 22363     |

## Население
| 1962   | 1968   | 1975   | 1982   | 1990   | 1999   | 2006   | 2012   | 2019   |
| ------ | ------ | ------ | ------ | ------ | ------ | ------ | ------ | ------ |
| 16 790 | 17 965 | 20 819 | 22 634 | 23 151 | 24 098 | 25 414 | 25 680 | 25 282 |

## Политика
На президентских выборах 2022 г. жители кантона отдали в 1-м туре Эмманюэлю Макрону 34,1 % голосов против 20,7 % у Жана-Люка Меланшона и 15,1 % у Марин Ле Пен; во 2-м туре в кантоне победил Макрон, получивший 71,3 % голосов. (2017 год. 1 тур: Эмманюэль Макрон – 30,7 %, Франсуа Фийон – 21,7 %, Жан-Люк Меланшон – 19,7 %, Марин Ле Пен – 11,6 %; 2 тур: Макрон – 79,9 %. 2012 год. 1 тур: Франсуа Олланд — 32,2 %, Николя Саркози — 23,6 %, Жан-Люк Меланшон — 12,1 %; 2 тур: Олланд — 59,1 %).
С 2021 года кантон в Совете департамента Кот-д’Армор представляют вице-мэр коммуны Плёмёр-Боду Мари Луиза Дронью (Marie Louise Droniou) и мэр коммуны Перрос-Гирек Эрвен Леон (Erven Léon) (оба — Разные правые).
|                | Кандидаты                    | Партия                   | Первый тур | Первый тур     | Второй тур | Второй тур |
| Кол-во голосов | Кандидаты                    | Партия                   | % голосов  | Кол-во голосов | % голосов  |            |
| -------------- | ---------------------------- | ------------------------ | ---------- | -------------- | ---------- | ---------- |
|                | Мари Луиза Дронью Эрвен Леон | Разные правые            | 4 341      | 46,28          | 5 106      | 54,55      |
|                | Каролин Бенеш Филипп Сайер   | Левый блок ― Зелёные     | 3 736      | 39,83          | 4 255      | 45,45      |
|                | Анжело Бон Анник Лебье       | Национальное объединение | 1 303      | 13,89          |            |            |

|                | Кандидаты                   | Партия                  | Первый тур | Первый тур     | Второй тур | Второй тур |
| Кол-во голосов | Кандидаты                   | Партия                  | % голосов  | Кол-во голосов | % голосов  |            |
| -------------- | --------------------------- | ----------------------- | ---------- | -------------- | ---------- | ---------- |
|                | Эрвен Леон Николь Мишель    | Разные правые           | 4 554      | 38,58          | 5 961      | 51,70      |
|                | Сильви Бурбиго Мишель Перош | Левый блок              | 4 018      | 34,04          | 5 569      | 48,30      |
|                | Тьерри Готье Анник Лебье    | Национальный фронт      | 2 129      | 18,03          |            |            |
|                | Мишель Ле Гак Кристин Эрвьо | Коммунистическая партия | 1 104      | 9,35           |            |            |